# Les Maskoutains
Les Maskoutains – regionalna gmina hrabstwa (MRC) w regionie administracyjnym Montérégie prowincji Quebec, w Kanadzie. Stolicą jest miasto Saint-Hyacinthe. Składa się z 17 gmin: 2 miast, 9 gmin, 1 wsi, 4 parafii i 1 kantonu.
Les Maskoutains ma 84 248 mieszkańców. Język francuski jest językiem ojczystym dla 96,7%, hiszpański dla 1,2%, angielski dla 0,8% mieszkańców (2011).